# ألبرتو ماتوس
ألبرتو ماتوس (بالبرتغالية: Alberto Matos‏) هو عداء سريع برتغالي، ولد في 6 يونيو 1944 في لشبونة في البرتغال.

## وصلات خارجية
- ألبرتو ماتوس على موقع الاتحاد الدولي لألعاب القوى (الإنجليزية)
- ألبرتو ماتوس على موقع الاتحاد الأوروبي لألعاب القوى (الإنجليزية)
- ألبرتو ماتوس على موقع أوليمبيديا (الإنجليزية)